# マルキョク州

マルキョク州

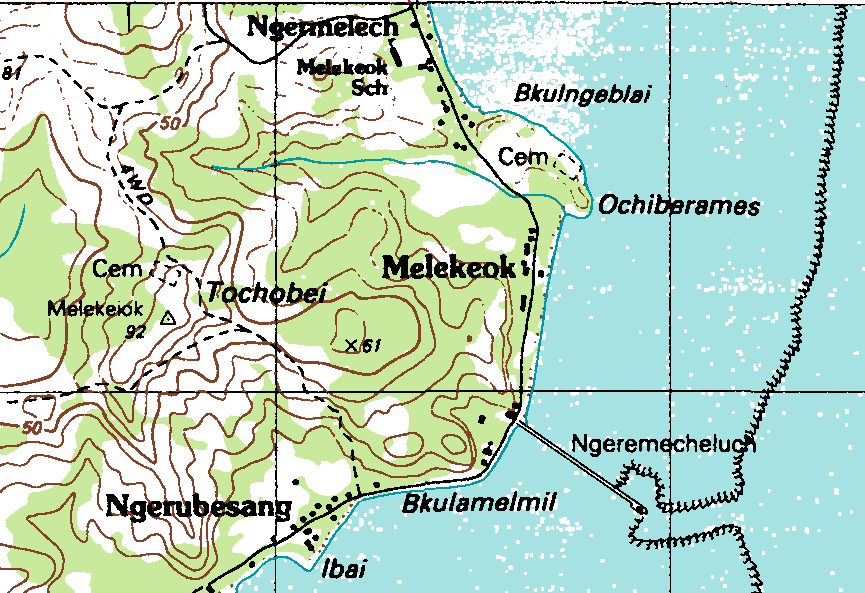
マルキョク州の地形図

マルキョク州（パラオ語: Melekeok）は、パラオ共和国の16州の一つ。州都マルキョクはパラオの首都でもあり、パラオ最大の島バベルダオブ島の東海岸に位置する。メレケオク州とも読む。

## 概要

マルキョクのパラオ国内の位置

面積は28平方キロメートル、人口は277人（2015年）でミクロネシア人、アジア人。
旧首都であるコロール（コロール島）とは海を挟み全長412&mbsp;mのKBブリッジ（Japan-Palau Friendship Bridge）で結ばれ、約25 kmの距離にある。

## 地理

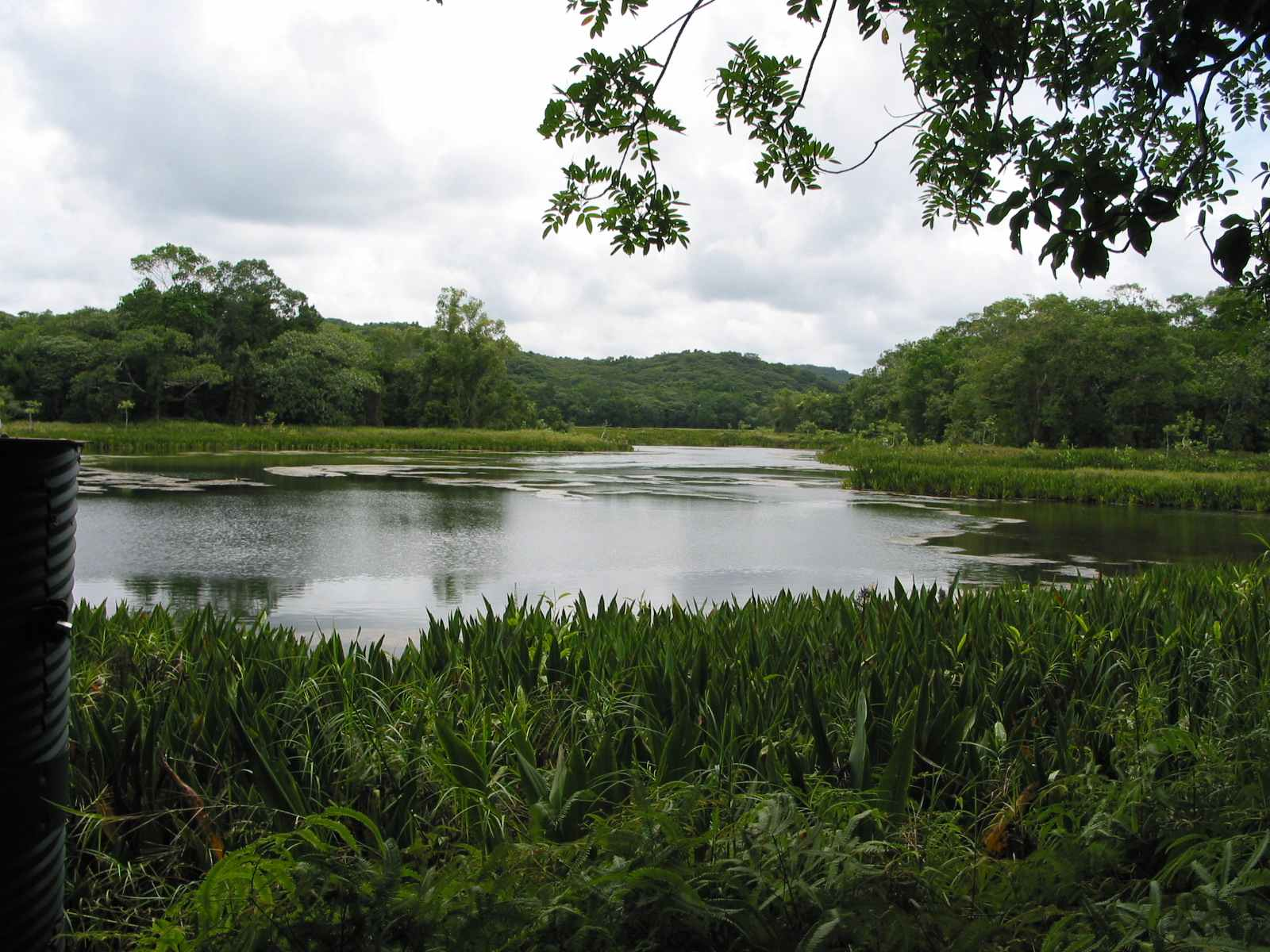
ガルドック湖

ミクロネシア最大の淡水湖であるガルドック湖（493 ヘクタール）があり、そこにはイリエワニが生息している。

### 地形

#### 山地
主な尾根
- ラエルケダム（Rael Kedam）

#### 湖沼
主な湖
- ガルドック湖（Lake Ngardok）

## 遷都
1981年に施行したパラオ共和国憲法に「暫定的な首都をコロールに置き、（憲法発効から）10年以内に恒久的な首都をバベルダオブ島に指定すること」と明記されていたが、計画は進まずに放置されていた。
1999年にクニオ・ナカムラ前大統領が遷都計画を立案し、台湾（中華民国）からの借款により議会などの建物が建設され、憲法発効から25年経った2006年10月1日のパラオ共和国独立記念日に、コロールから遷都した。

## 施設
海沿いの集落から少し離れた丘の上（ンゲルルムッド）に国会議事堂 (OEK)、行政、裁判所の三権の最高機関や大統領府などが立地している。なお商業的な中心地はコロールが担っている。